# Kapelle Genhülsen

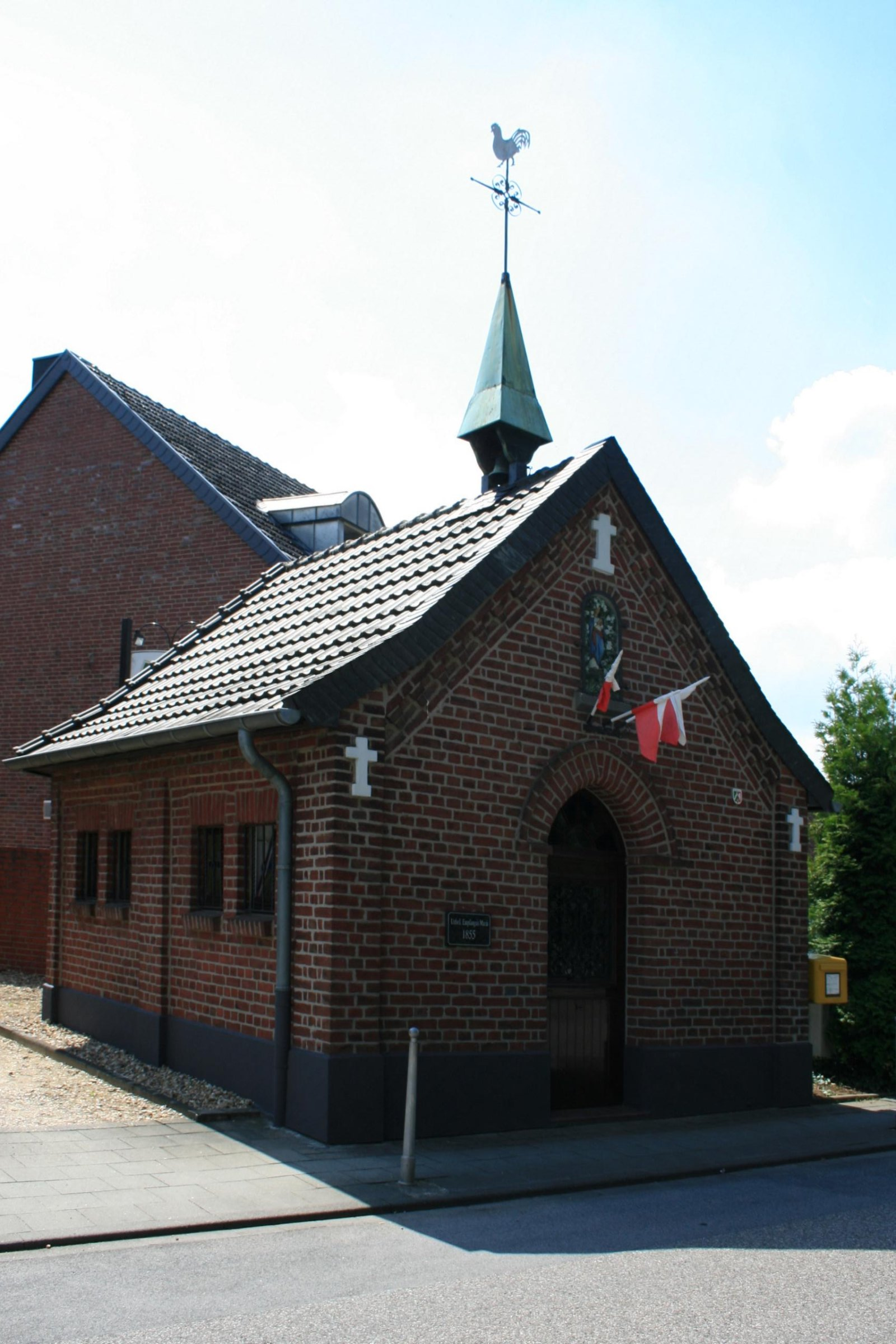
Kapelle (2010)

Die Kapelle Genhülsen steht im Stadtteil Genhülsen in Mönchengladbach (Nordrhein-Westfalen), Genhülsen 114.
Das Bauwerk wurde 1918 bis 1921 erbaut. Es ist unter Nr. G 019 seit 2. Juni 1987 in die Denkmalliste der Stadt Mönchengladbach eingetragen worden.
Die Kapelle ist aus sozialhistorischen/volkskundlichen Gründen als Dokument religiösen Lebens und der Volksfrömmigkeit als Baudenkmal schützenswert.

## Architektur
Die Kapelle liegt in Genhülsen an der Dorfstraße als kleines Ziegelsteingebäude mit dreiseitigem Chorschluss unter einem abgewalmten Satteldach. Über einem abgesetzten Sockel wird die vordere Giebelwand durch die spitzbogige Türnische unter rahmender Ziegelstein-Einfassung und die beiden an den Gebäudeecken stehenden Lisenen gegliedert. Die Lisenen gehen in das schräg ansteigende Dachgesims über. Dieses Gesims wird von rechtwinklig zur Dachneigung ansetzenden gemauerten Konsolen aus Ziegelsteinen gestützt, die durch ihre Einfügung in den Mauerverband eher ein falsch interpretiertes und ausgeführtes Baudetail darstellen als eine baulich-konstruktive Funktion besitzen.
An den seitlichen Anfängen und an der Spitze der Dachschräge ist ein Kreuz aufgeputzt. Über der Tür ist eine Nische zur Aufnahme einer Marienstatue eingelassen. Die beiden Traufwände besitzen je zwei annähernd quadratische Fensteröffnungen. Das Dach ist mit Rheinlandziegeln eingedeckt, die Orte und Grate tragen Schieferbänder (Strackort). Den First ziert ein kleiner mit Kupferblech beschlagener Dachreiter mit Glocke und Wetterhahn. Im Innern ist eine Muttergottesstatue (18. Jh.) aus Holz auf dem Altar aufgestellt.